# Maria Paseka
Maria Valerjevna Paseka (ryska: Мария Валерьевна Пасека), född den 19 juli 1995 i Moskva, Ryssland, är en rysk gymnast.
Hon tog OS-silver i damernas lagmångkamp och OS-brons i damernas hopp i samband med de olympiska gymnastiktävlingarna 2012 i London.
Vid olympiska sommarspelen 2016 i Rio de Janeiro tog Paseka silvermedaljer i hopp och lagmångkamp.